# Société Nautique de Genève

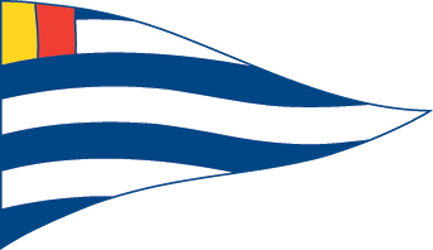
Société Nautique de Genève

Société Nautique de Genève je jachtařský klub se sídlem v Ženevě ve Švýcarsku. Byl založen v roce 1872 s cílem rozvíjet námořní sporty a námořníky na vysoké úrovni. V současné době má klub asi 3 000 členů.
Klub pořádal od roku 2003 do roku 2010 Pohár Ameriky.
Klub je velmi aktivní v jachtařských závodech a speciálně pro Ženevské jezero byly vyvinuty vysoce výkonné katamarány. Nejznámější událost, "Bol d'Or" (nezaměňovat s jinými událostmi se stejným názvem) začíná v Ženevě, odkud se závodníci dostanou na konec jezera a zpět.